# زكريا هوساوي
زكريا سراج هوساوي (12 يناير 2001-)، هو لاعب كرة قدم سعودي ولد في المدينة المنورة. يلعب لنادي الاتحاد في صيف 2022. وانتقل خلال صيف 2024 لنادي الرائد في صفقة شراء عقد.